# Sidney Blackmer
Sidney Blackmer, né le 13 juillet 1895 à Salisbury, Caroline du Nord (États-Unis) et mort le 6 octobre 1973 à New York (New York), est un acteur américain.

## Filmographie
- 1914 : Les Périls de Pauline de Louis Gasnier
- 1929 : A Most Immoral Lady de John Griffith Wray : Humphrey Sergeant
- 1929 : The Love Racket (en) de William A. Seiter : Fred Masters
- 1930 : Strictly Modern (en) de William A. Seiter : Heath Desmond
- 1930 : Sweethearts and Wives (en) de Clarence G. Badger : Anthony Peel
- 1930 : The Bad Man de Clarence G. Badger : Morgan Pell
- 1930 : Kismet de John Francis Dillon : Wazir Mansur
- 1930 : Mothers Cry d'Hobart Henley : Mr. Gerald Hart
- 1931 : Le Petit César (Little Caesar) de Mervyn LeRoy : Big Boy
- 1931 : Woman Hungry de Clarence G. Badger : Geoffrey Brand
- 1931 : It's a Wise Child de Robert Z. Leonard : Steve
- 1931 : The Lady Who Dared de William Beaudine : Charles Townsend
- 1933 : From Hell to Heaven d'Erle C. Kenton : Cliff Billings
- 1933 : Cocktail Hour de Victor Schertzinger : William Lawton
- 1933 : Le Destructeur (en) (The Wrecker) d'Albert S. Rogell : Tom Cummings
- 1933 : The Deluge de Felix E. Feist : Martin Webster
- 1933 : Goodbye Love (en) de H. Bruce Humberstone : Chester Hamilton

- 1934 : This Man Is Mine de John Cromwell : Mortimer 'Mort' Holmes
- 1934 : Le Comte de Monte-Cristo (The Count of Monte Cristo) de Rowland V. Lee : Fernand de Mondego
- 1934 : Down to Their Last Yacht (en) de Paul Sloane : Barry Forbes
- 1934 : Transatlantic Merry-Go-Round (en) de Benjamin Stoloff : Lee Lother
- 1934 : The President Vanishes de William A. Wellman : D.L. Voorman
- 1935 : A Notorious Gentleman d'Edward Laemmle : Clayton Bradford
- 1935 : Le Petit Colonel (The Little Colonel) de David Butler : Swazey
- 1935 : Behind the Green Lights de Christy Cabanne : Raymond Cortell
- 1935 : Great God Gold (en) d'Arthur Lubin : John Hart
- 1935 : Shadows of the Orient (en) de Burt P. Lynwood : King Moss
- 1935 : Smart Girl (en) d'Aubrey Scotto : Harry Courtland
- 1935 : Streamline Express de Leonard Fields : Gilbert Landon
- 1935 : The Girl Who Came Back (en) de Charles Lamont : Bill Rhodes
- 1935 : False Pretenses (en) de Charles Lamont : Kenneth Alden
- 1935 : The Fire Trap (en) de Burt P. Lynwood : Cedric McIntyre
- 1935 : Forced Landing (en) de Gordon Wiles : Tony Bernardi
- 1936 : Cœur de l'Ouest (en) (Heart of the West) de Doris Schroeder : Big John Trumbull
- 1936 : Woman Trap d'Harold Young : Riley Ferguson
- 1936 : Florida Special de Ralph Murphy : Jack Macklyn
- 1936 : Vingt-cinq Ans de fiançailles (Early to Bed) de Norman Z. McLeod : Rex Daniels
- 1936 : Missing Girls (en) de Phil Rosen : Dan Collins
- 1936 : The President's Mystery de Phil Rosen : George Sartos
- 1936 : House of Secrets (en) de Roland D. Reed : Tom Starr
- 1937 : L'Incendie de Chicago (In Old Chicago) d'Henry King : General Phil Sheridan
- 1937 : Girl Overboard de Sidney Salkow : Alex LeMaire
- 1937 : A Doctor's Diary (en) de Charles Vidor : Dr Anson Ludlow
- 1937 : Deux femmes (John Meade's Woman) de Richard Wallace : Rodney
- 1937 : Michael O'Halloran de John Rawlins: Jim Mintum
- 1937 : Sa dernière chance (This Is My Affair) William Seiter : President Theodore Roosevelt
- 1937 : The Women Men Marry (en) d'Errol Taggart : Walter Wiley
- 1937 : Jeux de dames (Wife, Doctor and Nurse) de Walter Lang : Dr Therberg
- 1937 : Heidi la sauvageonne (Heidi) d'Allan Dwan : Sesemann
- 1937 : Le Dernier gangster (The Last Gangster) d'Edward Ludwig : San Francisco Editor
- 1937 : Charlie Chan at Monte Carlo d'Eugene Forde : Victor Karnoff
- 1937 : Le Serment de M. Moto (Thank You, Mr. Moto) de Norman Foster : Herr Koerger
- 1938 : Speed to Burn (en) d'Otto Brower : Hastings
- 1938 : Un cheval sur les bras (Straight, Place and Show) de David Butler : Lucky' Braddock
- 1938 : Down on the Farm de Malcolm St. Clair : Political Boss
- 1938 : Suez d'Allan Dwan : Marquis Du Brey
- 1938 : Sharpshooters de James Tinling : Baron Orloff
- 1938 : Deux Camarades (Orphans of the Street) de John H. Auer : Parker
- 1938 : While New York Sleeps (en) de H. Bruce Humberstone : Ralph Simmons
- 1938 : La Femme aux cigarettes blondes (Trade Winds) : Thomas Bruhme II
- 1939 : Convict's Code (en) de Lambert Hillyer : Gregory Warren
- 1939 : Mon mari conduit l'enquête (Fast and Loose) d'Edwin L. Marin : 'Lucky' Nolan
- 1939 : Within the Law (en) de Gustav Machatý : George Demarest
- 1939 : Le monde est merveilleux (It's a Wonderful World) de W. S. Van Dyke : Al Mallon
- 1939 : Unmarried (en) de Kurt Neumann : Cash Enright
- 1939 : Trapped in the Sky de Lewis D. Collins : Mann
- 1939 : Hôtel pour femmes (Hotel for women) de Gregory Ratoff : McNeil
- 1939 : The Monroe Doctrine de Crane Wilbur : Theodore Roosevelt
- 1939 : La Loi de la pampa (en) (Law of the Pampas) de Nate Watt : Ralph Merritt
- 1940 : Framed d'Harold D. Schuster : Tony Bowman
- 1940 : Teddy, the Rough Rider de Ray Enright : Theodore Roosevelt
- 1940 : Maryland d'Henry King : Spencer Danfield
- 1940 : Chantez, dansez, mes belles ! (Dance, Girl, Dance) de Dorothy Arzner : Puss in Boots
- 1940 : I Want a Divorce (en) de Ralph Murphy : Erskine Brandon
- 1940 : Third Finger, Left Hand de Robert Z. Leonard : Hughie Wheeler
- 1941 : Cheers for Miss Bishop de Tay Garnett : Professor John Stevens
- 1941 : Murder Among Friends (en) de David Greene : Mr. Wheeler
- 1941 : The Great Swindle (en) de Lewis D. Collins : Dave Lennox
- 1941 : Rookies on Parade (en) de Joseph Santley : Augustus Moody
- 1941 : Folie Douce (Love Crazy) de Jack Conway : Lawyer George Renny
- 1941 : Angels with Broken Wings (en) de Bernard Vorhaus : Guy Barton
- 1941 : Ellery Queen and the Perfect Crime de James Patrick Hogan : Anthony Rhodes
- 1941 : The Officer and the Lady de Sam White : Blake Standish
- 1941 : Down Mexico Way (en) de Joseph Santley : Gibson
- 1941 : The Feminine Touch de W. S. Van Dyke : Freddie Bond, Elliott's Lawyer
- 1942 : Nazi Agent de Jules Dassin : Arnold Milbar
- 1942 : Obliging Young Lady de Richard Wallace : Henry, George's attorney
- 1942 : The Panther's Claw (en) de William Beaudine : Police Commissioner Thatcher Colt
- 1942 : Always in My Heart de Jo Graham : Philip Ames
- 1942 : Gallant Lady de William Beaudine : Steve Carey
- 1942 : Sabotage Squad de Lew Landers : Carlyle Harrison
- 1942 : Quiet Please: Murder (en) de John Larkin : Martin Cleaver
- 1943 : Murder in Times Square de Lew Landers : George Nevins
- 1943 : La Kermesse des gangsters (I Escaped from the Gestapo) d'Alexander Hall : Bergen
- 1943 : La Ruée sanglante (In Old Oklahoma ou War of the Wildcats), d'Albert S. Rogell : Teddy Roosevelt
- 1944 : Broadway Rhythm de Roy Del Ruth : Press Agent
- 1944 : Buffalo Bill de William A. Wellman : Theodore Roosevelt
- 1944 : The Lady and the Monster de George Sherman : Eugene Fulton
- 1944 : Wilson de Henry King : Josephus Daniels
- 1946 : Duel au soleil (Duel in the Sun) de King Vidor : The Lover
- 1948 : My Girl Tisa (en) d'Elliott Nugent : Theodore Roosevelt
- 1948 : Si bémol et fa dièse (A Song Is Born) de Howard Hawks : Adams
- 1951 : On murmure dans la ville (People Will Talk) de Joseph L. Mankiewicz : Arthur Higgins
- 1951 : Saturday's Hero de David Miller : T. C. McCabe
- 1952 : La Madone du désir (The San Francisco Story) de Robert Parrish : Andrew Cain
- 1952 : Washington Story (en) de Robert Pirosh : Philip Emery
- 1954 : Les Bolides de l'enfer (Johnny Dark) de George Sherman : James Fielding
- 1954 : Écrit dans le ciel (The High and the Mighty) de William A. Wellman : Humphrey Agnew
- 1955 : Le Train du dernier retour (The View from Pompey's Head) de Philip Dunne : Garvin Wales
- 1955 : Alfred Hitchcock présente : épisode Don't come back alive (TV)
- 1956 : Haute Société (High Society), de Charles Walters : Seth Lord
- 1956 : L'Invraisemblable Vérité (Beyond a Reasonable Doubt) de Fritz Lang : Austin Spencer
- 1956 : Accused of Murder (en) de Joseph Kane : Frank Hobart
- 1957 : Tammy and the Bachelor de Joseph Pevney : Professor Brent
- 1958-1959 : Au nom de la loi (Wanted Dead or Alive) (série TV) Saison 1 épisode 18 : Judge Cooper
- 1964 : The Presidency: A Splendid Misery (TV)
- 1965 : Comment tuer votre femme (How to Murder Your Wife) de Richard Quine : Judge Blackstone
- 1965 : Joy in the Morning (en) d'Alex Segal : Dean James Darwent
- 1967 : A Covenant with Death de Lamont Johnson : Col. Oates
- 1968 : Rosemary's Baby de Roman Polanski : Roman Castevet
- 1971 : Revenge Is My Destiny de Joseph Adler
- 1971 : Prenez mon nom, ma femme, mon héritage (Do You Take This Stranger?) (TV) : G.R. Jarvis